# AllMyNotes Organizer
AllMyNotes Organizer is een applicatie voor Windows waarmee documenten en notities in één bestand opgeslagen kunnen worden. De documenten zijn georganiseerd in een hiërarchische boomstructuur zodat er gemakkelijk op onderwerp gebrowset kan worden. Er is ook een portable versie.
Alle gegevens worden lokaal opgeslagen in één .ddb gegevensbestand, versleuteld op binair niveau via een 1800-bit encryptiesleutel. De toegang tot het bestand kan met een wachtwoord beperkt worden. Er kan van en naar verschillende formaten geïmporteerd en geëxporteerd worden.
De gratis editie is freeware. De Deluxe editie heeft meer functionaliteit dan de gratis editie.